# Hondaella entodontea
Hondaella entodontea är en bladmossart som beskrevs av William Russell Buck 1984. Hondaella entodontea ingår i släktet Hondaella och familjen Hypnaceae. Inga underarter finns listade i Catalogue of Life.